# Абу Камил
Абу́ Ка́мил Шуджа́ ибн А́слам ибн Муха́ммад ал-Ха́сиб ал-Мисри́ (араб. أبو كامل شجاع بن أسلم بن محمد الحاسب المصري‎; ок. 850 — ок. 930) — арабский математик из Египта, автор нескольких сочинений, оказавших большое влияние на историю математики. Он считается первым математиком, который использовал и принимал иррациональные числа в качестве решений и коэффициентов уравнений. Его математические методы позднее перенял Фибоначчи, что позволило Абу Камилю сыграть важную роль в распространении алгебры в средневековой Европе, где он был известен как Auoquamel.
Абу Камил внёс существенный вклад в алгебру и геометрию. Он был первым исламским математиком, который систематически работал с алгебраическими уравнениями со степенями выше {\displaystyle x^{2}}, и решал системы нелинейных уравнений с тремя неизвестными. Он проиллюстрировал правила знаков для раскрытия скобок при умножении {\displaystyle (a\pm b)(c\pm d)}. Все задачи он записывал риторически, например, использовал арабское выражение "māl māl shayʾ" ("квадрат-квадрат-вещь") для {\displaystyle x^{5}} (как {\displaystyle x^{5}=x^{2}\cdot x^{2}\cdot x}). Одной из примечательных черт его трудов было перечисление всех возможных решений данных уравнений.
Энциклопедист Ибн Халдун классифицировал Абу Камиля как хронологически второго величайшего алгебраиста после аль-Хорезми.

## Биография
О жизни и карьере Абу Камиля известно крайне мало, за исключением того, что он был из Египта и был преемником аль-Хорезми, с которым никогда лично не встречался.

## Научные труды

### «Книга об алгебре и алмукабале»
«Книга об алгебре и алмукабале» (араб. كتاب الجبر والمقابلة‎) является, возможно, важнейшим после труда аль-Хорезми сочинением по алгебре. В то время как «Алгебра» аль-Хорезми была рассчитана на широкую аудиторию, Абу Камил, напротив, обращался к другим математикам или читателям, знакомым с Началами Евклида. В этой книге Абу Камил решает системы уравнений, решениями которых являются целые числа и дроби, принимая иррациональные числа (в виде квадратного корня или корня четвёртой степени) как решения и коэффициенты к квадратным уравнениям. 
Примечательно, что пользуясь принципами геометрической алгебры, Абу Камил в то же время отступает от принципа однородности, которого придерживались древнегреческие математики: он изображает отрезками и число, и первую, и вторую степень неизвестной.
Первая глава учит алгебре через решение задач из геометрии, часто включающих неизвестную переменную и квадратные корни. Вторая глава посвящена шести каноническим видам квадратных уравнений, встречающимся в книге Аль-Хорезми, но некоторые из них решаются более прямолинейно и сопровождаются геометрическими иллюстрациями и доказательствами с использованием предложений из II книги «Начал» Евклида. Третья глава содержит примеры, где в качестве решений и коэффициентов также используются квадратичные иррациональности. Четвёртая глава показывает, как эти иррациональности используются для решения задач, связанных с многоугольниками. Остальная часть книги содержит решения систем неопределённых уравнений, практические задачи и абстрактные задачи для досуга.
Несколько исламских математиков написали комментарии к этой работе, включая аль-Истахри аль-Хасиба и Али ибн Ахмада аль-Имрани (ум. 955–956), но оба комментария ныне утеряны.
Книга оказала влияние на алгебраическое сочинение Абу Бакра аль-Караджи, а также на «Книгу об абаке» Леонардо Пизанского Фибоначчи. В средневековой Европе этот трактат был переведён на испанский, древнееврейский и латинский языки. Некоторые разделы книги были включены и улучшены в работе Иоанна Севильского, лат. Liber mahameleth. Частичный перевод на латынь был сделан в XIV веке Вильямом де Луна, а в XV веке всё произведение было также переведено на иврит Мордехаем Финци.

### «Книга о редкостях искусства арифметики»
«Книга о редкостях искусства арифметики» (араб. كتاب الطرائف في الحساب‎) посвящена решению неопределённых уравнений в целых числах. Это самая ранняя известная работа на арабском языке, где рассматриваются решения для типов неопределённых уравнений, встречающихся в «Арифметике» Диофанта. Однако Абу Камил объясняет некоторые методы, которые не встречаются ни в одном сохранившемся экземпляре «Арифметики». Он также описывает одну задачу, для которой он нашёл 2 678 решений.

### «Книга о пятиугольнике и десятиугольнике»
«Книга о пятиугольнике и десятиугольнике» (араб. كتاب المخمس والمعشر‎; возможно, что в подлиннике она называлась «Книга об измерении») не сохранилась в арабском оригинале и известна только в древнееврейском и латинском переводах. Здесь с помощью алгебраических методов вычисляются стороны вписанного и описанного правильного пятиугольника и десятиугольника. В частности, Абу Камил использует уравнение {\displaystyle x^{4}+3125=125x^{2}} для расчёта численного приближения стороны правильного пятиугольника, вписанного в окружность с диаметром 10. Он также использует золотое сечение в некоторых своих расчётах. Фибоначчи знал этот трактат Абу Камиля и активно использовал его в своём сочинении «Практика геометрии» (лат. Practica geometriae).

### «Книга птиц»
«Книга птиц» (араб. كتاب الطير‎) это небольшой трактат, обучающий решению неопределённых систем линейных уравнений с положительными целочисленными решениями. Название происходит от типа задач, известных на Востоке, которые связаны с покупкой различных видов птиц. Абу Камил написал во введении:
Я столкнулся с задачей, которую смог решить и для которой нашёл множество решений; углубившись в её решения, я получил две тысячи шестьсот семьдесят шесть правильных. Мой восторг был велик, но я обнаружил, что, когда я рассказывал об этом открытии, те, кто меня не знал, были высокомерны, шокированы и подозрительны ко мне. Поэтому я решил написать книгу по этому виду расчётов, с целью облегчить их обработку и сделать их более доступными.
Абу Камил, оставался непревзойдённым на протяжении всего Средневековья в попытках найти все возможные решения некоторых из своих задач.

### «О вычислениях и геометрии»
«О вычислениях и геометрии» (араб. كتاب المساحة والهندسة‎) это руководство по геометрии для нематематиков, таких как землемеры и другие государственные служащие, в котором представлены правила для расчёта объёма и площади поверхности твёрдых тел (в основном прямоугольных параллелепипедов, правильных круговых призм, четырёхугольных пирамид и круговых конусов). В первых главах приводятся правила для определения площади, диагонали, периметра и других параметров для различных типов треугольников, прямоугольников и квадратов.

### Утраченные работы
Некоторые из утраченных работ Абу Камиля включают:
- Трактат по использованию метода двойного ложного положения, известный как «Книга двух ошибок» (араб. كتاب الخطأين‎)[21].
- «Книга о сложении и вычитании» (араб. كتاب الجمع والتفريق‎), которая привлекла больше внимания после того, как историк Франц Вёпке связал её с анонимным произведением лат. Liber augmenti et diminutionis[9].
- «Книга о разделе имущества с использованием алгебры» (араб. كتاب الوصايا بالجبر والمقابلة‎), которая содержит алгебраические решения задач по исламскому наследственному праву и обсуждает мнения известных юристов[14].

Ибн ан-Надим в своём «Фихристе» упомянул следующие дополнительные названия: «Книга о счастье» (араб. كتاب الفلاح‎), «Книга ключа к счастью» (араб. كتاب مفتاح الفلاح‎), «Книга достаточного» (араб. كتاب الكفاية‎) и «Книга ядра» (араб. كتاب العصير‎).

## Наследие
Труды Абу Камиля оказали влияние на других математиков, таких как аль-Караджи и Фибоначчи, и, таким образом, сыграли значительную роль в развитии алгебры на века вперёд. Многие его примеры и алгебраические методы впоследствии были скопированы Фибоначчи в его лат. Practica geometriae и других работах. Явные заимствования, хотя и без прямой отсылки к Абу Камилю, также встречаются в лат. Liber Abaci Фибоначчи.